# Periphery
Periphery – amerykański zespół wykonujący muzykę z pogranicza metalu progresywnego i metalu alternatywnego. Powstał w 2005 roku w Bethesda w stanie Maryland z inicjatywy multiinstrumentalisty Mishy Mansoora. Debiutancki album formacji zatytułowany Periphery ukazał się 20 kwietnia 2010 roku. W Stanach Zjednoczonych materiał trafił do sprzedaży nakładem wytwórni muzycznej Sumerian Records, natomiast w Europie dzięki Roadrunner Records. Wydawnictwo promowane teledyskiem do utworu "Icarus Lives!" dotarło do 128. miejsca listy Billboard 200 w Stanach Zjednoczonych sprzedając się w nakładzie 4,5 tys. egzemplarzy w przeciągu tygodnia od dnia premiery.

## Dyskografia
Albumy studyjne
| Periphery                             | - Data: 20 kwietnia 2010 - Wydawca: Sumerian, Roadrunner                | 128 | —  | —  | —  | —  | —   | - USA: 4,5 tys.+ |
| Periphery II: This Time It's Personal | - Data: 2 lipca 2012 - Wydawca: Sumerian, Century Media                 | 44  | —  | 46 | —  | —  | —   | - USA: 11 tys.+  |
| Juggernaut: Alpha                     | - Data: 26 stycznia 2015 - Wydawca: Sumerian, Century Media             | 22  | 15 | 22 | 49 | 43 | 111 | - USA: 18 tys.+  |
| Juggernaut: Omega                     | - Data: 26 stycznia 2015 - Wydawca: Sumerian, Century Media             | 25  | —  | 25 | 48 | 45 | 119 | - USA: 16 tys.+  |
| Periphery III: Select Difficulty      | - Data: 22 lipca 2016 - Wydawca: Sumerian, Century Media                | 22  | 61 | 8  | 42 | 57 | 102 | - USA: 17 tys.+  |
| Periphery IV: Hail Stan               | - Data: 5 kwietnia 2019 - Wydawca: 3DOT Recordings, Century Media, eOne | —   | —  | —  | —  | —  | —   | —                |
| "—" album nie był notowany.           |                                                                         |     |    |    |    |    |     |                  |

Minialbumy
| Icarus                      | - Data: 19 kwietnia 2011 - Wydawca: Sumerian, Century Media | —  | —  | —   |                |
| Clear                       | - Data: 24 stycznia 2014 - Wydawca: Sumerian, Century Media | 62 | 37 | 134 | - USA: 5 tys.+ |
| "—" album nie był notowany. |                                                             |    |    |     |                |

## Teledyski
| Tytuł                | Rok  | Reżyseria                                 | Album                                 | Źródło |
| -------------------- | ---- | ----------------------------------------- | ------------------------------------- | ------ |
| "Icarus Lives!"      | 2010 | Ian McFarland & Mike Pecci                | Periphery                             | [ 19 ] |
| "Jetpacks Was Yes"   | 2011 | Eric Haviv, Richard Webb & Brandon Morris | Icarus EP                             | [ 20 ] |
| "Make Total Destroy" | 2012 | Wes Richardson                            | Periphery II: This Time It's Personal | [ 21 ] |
| "Scarlet"            | 2013 | Wes Richardson                            | Periphery II: This Time It's Personal | [ 22 ] |
| "Ragnarok"           | 2013 | Jeff Holcomb                              | Periphery II: This Time It's Personal | [ 23 ] |
| "Alpha"              | 2015 | Wes Richardson                            | Juggernaut: Alpha                     | [ 24 ] |
| "The Bad Thing"      | 2015 | Jeff Holcomb                              | Juggernaut: Omega                     | [ 25 ] |

## Nagrody i wyróżnienia
| Rok  | Kategoria                             | Tytułem              | Nagroda                            | Nota      | Źródło |
| ---- | ------------------------------------- | -------------------- | ---------------------------------- | --------- | ------ |
| 2014 | Best Drummer presented by Razor & Tie | Matt Halpern         | Revolver Golden Gods Awards        | Nominacja | [ 26 ] |
| 2016 | Most Dedicated Fans                   | Periphery            | The Epiphone Revolver Music Awards | Nominacja | [ 27 ] |
| 2017 | Best Metal Performance                | "The Price Is Wrong" | Grammy                             | Nominacja | [ 28 ] |